# Johan Sasse
Johan Sasse (även Johan Sass), född på 1620-talet, troligen i Arboga, död efter 1660, var en svensk guldsmed, kopparstickare och tecknare. 
Han var son till guldsmeden Mårten Sasse och Margareta Danielsdotter och gift med Gunilla Luth. Sasse gick i guldsmedslära och vandrade därefter som gesäll. Han deltog en tid i det 30-åriga kriget under Jan Banér och Lennart Torstensson. Efter hemkomsten till Sverige förestod han sin faders verkstad under två år innan han antogs som hovguldsmed hos Jacob De la Gardie. På rekommendation från De la Gardie anlitades han även privat av drottning Kristina. Han erhöll 1650 privilegium att fåå sättia i kopparstick dhe förnämbste Städer i Swerige och Finland men av det stort anlagda topografiska verket över ”förnäma” städer i Sverige och Finland realiserade bara ett enda blad efter att han utfört en teckning av huvudstaden som att han var i färd med att återgiva den i kopparstick. Teckningen omfattar fyra kopparplåtar med en total storlek om tre alnar långt och en aln högt. Till hans arbeten räknas ett kopparstick från processionen vid Drottning Kristinas kröning 1650 och det stora bladet Stocholmia trycktes 1652 och förvaras numera vid Uppsala universitetsbibliotek. Trots att Sasses Stockholmspanorama från väst inte håller samma höga klass som exempelvis Carl Christian Vogels Stockholmsbilder anses det ha betydande förtjänster ur topografisk och historisk synpunkt samt beträffande byggnadernas detaljrikedom.

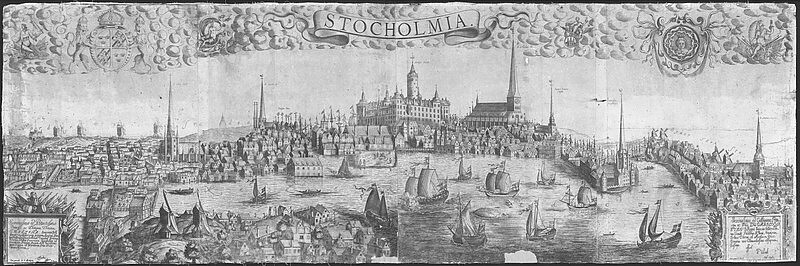
Johan Sasses "Stocholmia" 1652. Panoramat är en utsikt från Kungsholmen.

Sasse anhöll 1654 hos hertig Adolf Johan om en rekommendationsskrivelse till landshövdingar och borgmästare att användas vid hans teckningsresor. Han var verksam som guldsmed i Stockholm 1651-1653 därefter vistades han ett halvår i Danmark som spion innan han anslöt sig till krigstjänst i Tyskland. Han författade en brandstadga som fick drottning Kristina att utnämna honom till branddirektör för hela riket. Vid tronskiftet tvingades han lämna tjänsten som branddirektör och anhöll därför hos Gabriel De la Gardie att få komma med i dennes tjänst under fredsförhandlingarna i Polen 1659–1660. Man finner honom i Elbing 1660 där han ägde en fastighet. Förutom den stora Stocholmia stack han även två blad av drottning Kristinas intåg och kröningsprocessionen i Stockholm 1650, dessa blad förvaras vid Kungliga biblioteket, samt processionsbilder från Carl Carlsson Gyllenhielms och Johan Casimirs begravningar i Strängnäs. Sasse var äventyrligt lagd och inte alltid så grannlaga i sina göranden. Han anklagades 1645 i Arboga för att ha fuskat med guldhalten i en ring och i Stockholm klagade man över att hans klienter blev hiskeligen bedragna. Inte heller hans konst undgick klander, den kritiske Berch karakteriserade honom som en stor klåpare och Klemming ansåg hans kopparstick vara rena karikatyrer, ehuru helt ofrivilligt.